# Formiche Bajo
Formiche Bajo es un pequeño pueblo de montaña, cuya historia está ligada a Formiche Alto, de cuyo municipio forma parte desde la década de 1970. El pueblo está a 31 km de Teruel y situado a una altitud de 1084 m. La disminución de su población es continua desde principios del siglo pasado. En 1910 tenía 403 habitantes, mientras que en 1991 tenía una población de sólo 102 habitantes. Está situado en el margen derecho del Río Mijares y está formado por dos barrios: el barrio Bajo, principal, en torno a una roca en la que existió un castillo, y el barrio Alto a ambos lados de la carretera de acceso al lugar.
La localidad tiene un gran número de manantiales y fuentes con propiedades curativas como El Cuartal, La Incosa, La Fuente del Sitio, El Sabucar, La Tejera, Barranco o Martín Juan.

## Geografía humana

### Demografía
| Gráfica de evolución demográfica de Formiche Bajo entre 1842 y 1970 |
| |
| Población de derecho según los censos de población del INE Población de hecho según los censos de población del INEEntre el censo de 1981 y el anterior, este municipio desaparece porque se integra en el municipio 44103 (Formiche Alto) |

## Fiestas
Las fiestas patronales se celebran el primer fin de semana de febrero en honor a San Ignacio Mártir. El resto de fiestas se celebran en verano.